# Покровка (Белебеевский район)
Покровка (баш. Покровка) — деревня в Белебеевском районе Башкортостана, относится к Усень-Ивановскому сельсовету. 

## Население
| 2002 | 2009 | 2010 |
| ---- | ---- | ---- |
| 6    | →6   | ↘4   |

Национальный состав
Согласно переписи 2002 года, преобладающая национальность — русские (66 %).

## Географическое положение
Расстояние до:
- районного центра (Белебей): 8 км,
- центра сельсовета (Усень-Ивановское): 11 км,
- ближайшей ж/д станции (Аксаково): 19 км.

## Инфраструктура
Оздоровительно-образовательный центр «Чайка» (ул. Покровка, д.1А).